# International Council on Shared Parenting
International Council on Shared Parenting (ICSP) är ett internationellt samfund som förespråkar barns rätt till att leva med båda sina föräldrar efter en separation eller skilsmässa. Organisationen har tre sorters medlemmar: akademiker, praktiserande psykologer och jurister samt lekmän/aktivister. Samfundet har organiserat flera vetenskapliga konferenser om delad vårdnad. 

## Historik och Organisation
Organisationen började sin verksamhet 2013 under namnet International Platform on Shared Parenting. Följande år blev föreningen juridiskt etablerad med säte i Bonn, Tyskland. Samfundet har en styrelse med 13 medlemmar, bestående av en generalsekreterare samt fyra ledamöter vardera från grupperna akademiker, praktiserande professionella samt lekmän/aktivister. Alla de nuvarande styrelsemedlemmarna är från Europa och Nordamerika.

## Internationella Konferenser
Sedan 2014 har the International Council on Shared Parenting organiserat the International Conference on Shared Parenting. Fyra konferenser har hitintills hållits: 
- 2014, Bonn, Bridging the Gap between Empirical Evidence and Socio-Legal Practice[3]
- 2015, Bonn, Best Practices for Legislative and Psycho-Social Implementation
- 2017, Boston, Shared Parenting Research: A Watershed in Understanding Children’s Best Interest?[4]
- 2018, Strasbourg, Shared Parenting, Social Justice and Children´s Rights[5]

Bland akademiker som presenterat sin forskning under konferenserna märks bland andra Kari Adamsons, Malin Bergström, William Fabricius, Edward Kruk, Michael Lamb, Gérard Neyrand, Linda Nielsen, Patrick Parkinson, Irwin Sandler, Hildegund Sunderhauf och Richard Warshak. År 2017 presenterade exempelvis Karolinska Institutets Malin Bergström resultat från sin longitudinella studie av barn vars föräldrar har separerat, där hon bland annat visar att barn vars föräldrar har delad vårdnad har bättre fysisk och mental hälsa.